# Transferencia de Crimea
La transferencia de Crimea se refiere al cambio administrativo interno en la Unión Soviética mediante el cual el óblast de Crimea fue transferida de la RSFS de Rusia a la vecina RSS de Ucrania en 1954. La medida fue implementada a petición de la parte rusa, que no tenía acceso terrestre a la península, siendo Crimea abastecida de electricidad, agua, carreteras y vías férreas desde Ucrania, lo cual favorecía la gestión, administración y contabilidad de la península por esta última. El Primer Secretario del PCUS, Nikita Jruschov, fue uno de los artífices de dicha transferencia, apoyado así mismo por el Presidente del Consejo de Ministros de la URSS Gueorgui Malenkov. El Soviet Supremo de la URSS ratificó la transferencia de Crimea a la RSS de Ucrania el 19 de febrero de 1954, la cual fue confirmada por una ley específica del 26 de abril.
El traspaso administrativo se consumó el 17 de junio de 1954, cuando el Soviet Supremo de la RSS de Ucrania aceptó la incorporación del territorio. Pese a ello, la población rusa continuó siendo la etnia mayoritaria de la óblast de Crimea: 858 000 rusos frente a 268 000 ucranianos, según el censo de 1959.
En ese momento, la razón objetiva de la transferencia de Crimea fue facilitar la construcción y financiación de la construcción del canal de Crimea del Norte. En 1954, nada hacía presagiar la disolución de la Unión Soviética. Este evento pasó con poca fanfarria, y fue visto como un insignificante gesto simbólico, ya que ambas repúblicas eran parte de la Unión Soviética y responsables ante el gobierno de Moscú.

## Contexto
En 1954, se celebraron los 300 años del Tratado de Pereyáslav por el que el Hetmanato cosaco se unía al Zarato ruso. Coincidiendo con la efeméride, la RSFS de Rusia traspasó la óblast de Crimea –y la ciudad cerrada de Sebastopol– a la RSS de Ucrania.

## El Óblast de Crimea
El óblast de Crimea fue un unidad administrativa (provincia) de la Unión Soviética, que perteneció primero a la República Socialista Federativa Soviética de Rusia (1945-1954) y posteriormente a la República Socialista Soviética de Ucrania (1954-1991). En 1991, tras un referéndum, se transformó en la República Autónoma Socialista Soviética de Crimea, recuperando el estatus que poseía antes de 1945.
Su territorio correspondía a la península de Crimea hasta 1978 y su capital era la ciudad de Simferópol. 

## El decreto
El 19 de febrero de 1954, siendo Nikita Jrushchov el Primer Secretario del PCUS, el Presidium del Sóviet Supremo de la Unión Soviética aprobó un decreto para transferir el óblast de Crimea de la RSFS de Rusia a la vecina RSS de Ucrania. El decreto fue anunciado en portada del Pravda el 27 de febrero de 1954:

Decreto del Presidium del Sóviet Supremo de la URSS transfiriendo la óblast de Crimea de la RSFS de Rusia a la RSS de Ucrania, teniendo en cuenta el carácter integral de la economía, la proximidad territorial y las relaciones económicas entre la óblast de Crimea y la RSS de Ucrania, y aprobando la propuesta conjunta del Presidium del Sóviet Supremo de la RSFS de Rusia y el Presidium del Sóviet Supremo de la RSS de Ucrania sobre la transferencia de la óblast de Crimea de la RSFS de Rusia a la RSS de Ucrania.

Junto a estos argumentos justificando la cesión, la publicación incluía otros de carácter simbólico, expuestos por el propio presidente del Presidium del Sóviet Supremo de la URSS, Kliment Voroshílov, como el 300º aniversario de la "reunificación" de Rusia y Ucrania, en referencia al Tratado de Pereyáslav de 1654.
El óblast de Crimea fue cedido por la RSFS de Rusia a la vecina RSS de Ucrania, de acuerdo con la resolución de la sesión específica del Presídium del Sóviet Supremo de la URSS en la que la cesión fue aprobada por unanimidad.

## El suministro de agua
La imposibilidad de suministrar agua a la península desde la RSFS de Rusia fue uno de los motivos expuestos por la RSFS de Rusia para que la península pasara a formar parte de la RSS de Ucrania. Entre 1961 y 1971, la Unión Soviética construyó el canal de Crimea del Norte, con el fin de abastecer de agua la península.